# Gloche
Gloche (en népalais : ग्लोचे) est un comité de développement villageois du Népal situé dans le district de Sindhulpalchok. Au recensement de 2011, il comptait 3 611 habitants.